# 法人資本主義
法人資本主義是指資本主義市場由等级制度森嚴、官僚主義重的法人團體支配的現象。
美國大部分經濟及勞動市場皆由法人團體所控制。法人團體往往在已開發國家中主導整個市場，控制超過半數的交易。法人團體大多為有限責任制，不會如一般獨資或合夥公司等可能破產或受刑事指控而入獄，故此監管不嚴，亦難以追究。